# Biloxi (Volk)

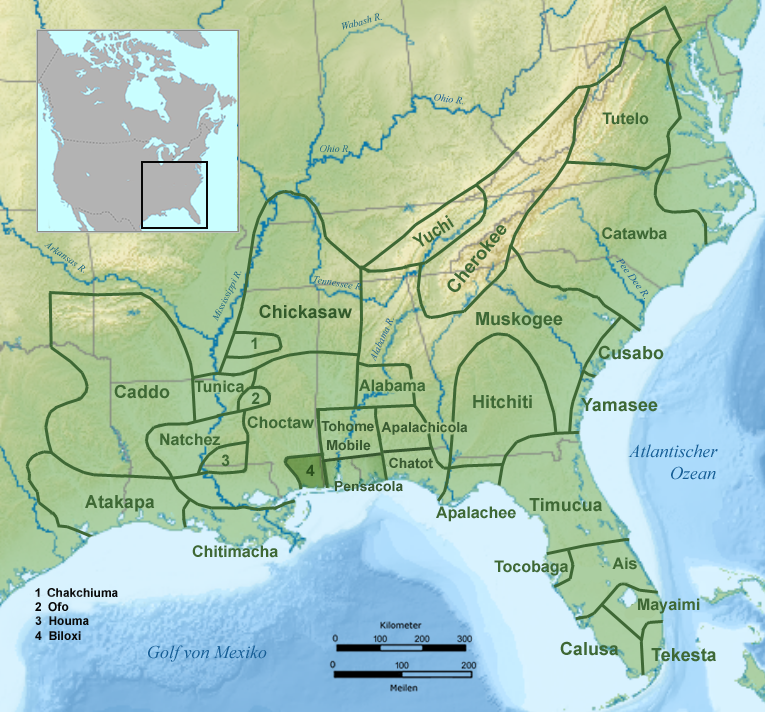
Stammesgebiet der Biloxi im 16. Jahrhundert.

Die Biloxi (auch: Baluxa, Beluxi, Bilocchi, Bolixe, Paluxy) sind ein Stamm nordamerikanischer Ureinwohner, deren Stammesgebiet sich im heutigen Bundesstaat Mississippi im Südosten der Vereinigten Staaten am Golf von Mexiko befand. Ihre in der Neuzeit ausgestorbene Sprache Biloxi war eine indigene Sprache aus den Sioux-Sprachen, die eng mit den Dialekten der Ofo und Tutelo verwandt war. Sie bezeichneten sich selbst als Taneks haya – „Das erste Volk / Die ersten Menschen“.

## Demografie
Während ihre Anzahl im 17. Jahrhundert rund 1.000 Stammesmitglieder betrug, gab es 1829 nur noch 105 und 1908 lediglich 6 bis 8 Überlebende, 1985 zählte man 105 Mitglieder.

## Traditionelle Sprache und Kultur

### Sprache
Ihre seit 1934 ausgestorbene Sprache, das Biloxi (auch: Bi'lók-see bzw. Bi'lúk-see) oder Tanêksąyaa ade/Tanêksąyaa („Sprache des ersten Volkes/der ersten Menschen“), gehörte ebenfalls wie die Sprachen/Dialekte der benachbarten Chozetta, Pascagoula (Paskagula) und Moctobi sowie der Ofo zum „Mississippi River Sioux“-Zweig des Ohio Valley Sioux (auch: Südöstliches Sioux), die „Virginia Sioux (Tutelo)“-sprachigen Völker oberhalb der Fall Line der Appalachen in North Carolina und Virginia waren daher sprachlich ihre nächsten Verwandten. Diese linguistische Nähe lässt die Vermutung zu, dass die „Mississippi River Sioux“-sprachigen Völker ebenfalls ihre Urheimat im Norden hatten und zu einem unbekannten früheren Zeitpunkt nach Süden gewandert sind. Sie waren zum Zeitpunkt des Erstkontakts daher das südlichste aller Siouxvölker, umgeben von ausschließlich Muskogee-sprechenden Gruppen. Heute sprechen die Biloxi meist Amerikanisches Englisch oder Louisiana Französisch.

### Kultur
Die Biloxi sind Nachkommen der Mississippi-Kultur, wie aus archäologischen Fundstätten hervorgeht und waren sesshafte Ackerbauern und Jäger. An Nutztieren wurden Hunde und Truthähne gehalten. Der Anbau von Mais, Bohnen, Kürbis und Sonnenblumen war Frauenarbeit, während die Männer Bisons, Hirsche, wilde Truthähne und kleineres Wild mit Pfeil und Bogen oder Fallen jagten. Auch das Fangen von Fischen in Flüssen, Binnenseen und an der Meeresküste mit Speeren und Netzen war Männerarbeit. Ihre Häuser hatten Wände aus mit Lehm abgedichtetem Rohrgeflecht, während die Dächer mit Baumrinde gedeckt waren.
Wie in vielen weitgehend agrarisch geprägten Gesellschaften führte die Kontrolle des Zugangs zu Kornspeichern und Lagereinrichtungen sowie über deren Verteilung an die Bevölkerung zu einer hierarchischen Gesellschaft, die sich um den Yaaxitąąyą („Großen Heiligen Mann“), den höchsten regierenden Adligen bzw. König drehte. Den „Yaaxitąąyą“ zur Seite standen eine Klasse von niederen Adligen oder Stellvertretern, die ixi genannt wurden. Das Biloxi-Wort ąyaaxi oder yaaxi für „König“, „Adliger“ oder „Häuptling“ ist auch das Wort für Medizinmann oder Schamane. Die politischen Herrscher waren also auch spirituelle und geistige Führer.
Die Biloxi kannten drei Clans, wobei die Abstammung in der weiblichen Linie gerechnet wird. Diese Clans waren die Ita aⁿyadi („Hirschvolk“), die Oⁿʇi aⁿyadi („Bärenvolk“) und die Naqotodc̷a aⁿyadi („Alligatorenvolk“). Die meisten der Überlebenden gehören heute dem Hirschclan an.
Die Kleidung der Biloxi-Männer bestand aus einem Lendenschurz oder Leggings, während die Frauen eine Art von Wickelrock trugen. Beide Kleidungsstücke waren aus Hirschleder oder Pflanzenfasern gefertigt und wurden von einem ledernen Gürtel gehalten. Der Oberkörper war mit einem unterschiedlich langem Hemd aus Tierfell bedeckt, das im Winter aus Pelz gefertigt war. An den Füßen trugen Männer und Frauen Mokassins. Das Herstellen der Kleidung war Frauenarbeit. Bei Festen, Lacrosse-Spielen und auf dem Kriegspfad bemalten die Männer ihre Gesichter und Körper mit bunten Farben. Zum Transport auf dem Wasser benutzten sie Einbaum-Kanus.

## Geschichte
Den ersten Kontakt mit Europäern gab es 1699 durch den Franko-Kanadier und Entdecker Pierre Le Moyne d'Iberville, der dort die französische Louisiana-Kolonie errichten wollte. Als seine Flottille einen natürlichen Hafen östlich des Mississippi-Deltas anlief, stellten er fest, dass dieser Ort schon von Spaniern besetzt war. Der spanische Kommandeur verweigerte die Zufahrt zur Bucht von Mobile, erlaubte den Franzosen jedoch die Aufnahme von Wasser und Holz. D'Iberville wich 20 Meilen nach Westen aus und gründete in der Bucht von Biloxi eine Siedlung, die seinen Namen trägt. Von hier aus erkundete er die Umgebung und traf auch auf Angehörige der Biloxi. D'Iberville beschrieb ein verlassenes Dorf der Biloxi, dessen Bewohner zuvor an einer Pocken-Epidemie gestorben waren. Im Dorf fand er die Überreste von Hütten, die aus getrockneten Schlamm bestanden und Dächer aus Baumrinden besaßen. Die Krankheit, gegen die die Ureinwohner keine Abwehrkräfte hatten, wurde von Europäern eingeschleppt.
Die überlebenden Biloxi zogen nach und nach von Mississippi nach Louisiana und Texas. Sie vermischten sich mit Angehörigen anderer Stämme, wie den Caddo, Choctaw und zuletzt mit den Tunica. Die westliche Migration, die auch zahlreiche andere indigene Gruppen von der Golfküste teilten, hatte ihre Ursache im wachsenden Druck durch europäische Einwanderer. 1828 gab es zwanzig Familien am Ostufer des Neches River im heutigen Angelina County in Texas. 1836 unterschrieben die Biloxi als Verbündete der Cherokee den Vertrag von Chief Bowl's Village. 1837 erwähnte ein Bericht an den Senat von Texas, dass die Biloxi und ihre Verbündeten im Nacogdoches County und Liberty County in Texas lebten und eine „Stärke von 150 Kriegern“ hätten. Als Albert Sidney Johnston und Präsident Mirabeau B. Lamar von Texas den Cherokee den Krieg erklärten und Häuptling Bowl töteten, wurde dieser Krieg kurzerhand auf andere Stämme in Osttexas ausgedehnt. Davon waren auch die Biloxi in Texas betroffen, von denen zahlreiche Angehörige im Juli 1839 nach Arkansas vertrieben wurden. 1843 unterzeichneten die Biloxi den Vertrag von Bird's Fort am Trinity River mit der Republik Texas. 1846 fanden Butler und Lewis ein Lager der Biloxi am Little River im Bell County. Andere Angehörige der Biloxi zogen noch weiter nach Westen und erschienen als Verbündete der Seminolen in Brackettville in Texas und in Nacimiento in Coahuila in Mexiko. Andere Biloxi fand man 1886 bei den Choctaw und Creek im Indianerterritorium.

## Heutige Situation
Die Nachkommen der Biloxi suchten im Verbund mit anderen versprengten Stämmen bzw. Bands Schutz und schlossen sich zu neuen Gemeinschaften zusammen, auch über Sprachgrenzen hinweg.
1981 wurden die Tunica, Biloxi, Ofo, Avoyel (auch: „Little Taensa“) und Choctaw auf Bundesebene (Federal recognition) als Tunica-Biloxi Tribe of Louisiana von der US-Regierung anerkannt. Heute gibt es 1.226 eingeschriebene Stammesmitglieder des Tunica-Biloxi Tribes in Louisiana, Texas, Illinois und anderen Teilen der USA, von denen jedoch ca. 42 % entweder im oder nahe dem Reservat in den Avoyelles und Rapides Parishes südlich von Marksville im östlichen Louisiana leben; die Stammesmitglieder identifizieren sich entweder als „Tunica“, „Biloxi“ oder „Biloxi-Choctaw“ und gehören unterschiedlichen Sprachgruppen an: die „Tunica“ sprachen/sprechen eine isolierte Sprache, die „Biloxi (ink. Ofo)“ eine Sioux-Sprache und die „Choctaw“ eine Muskogee-Sprache. Der Tunica-Biloxi Indian Tribe bzw. die Yoroniku-Halayihku (Tunica-Biloxi) betreibt seit 1994 das Spielkasino Paragon Casino Resort in Marksville.
Weitere Biloxi-Nachfahren zusammen mit Chitimacha, Choctaw, Acolapissa und Atakapa sind unter den seitens Louisiana staatlich anerkannten Stämmen (State recognition) der sog. „BCCM Tribes“ namens Bayou Lafourche Band of Biloxi-Chitimacha Indians, Grand Caillou/Dulac Band of Biloxi-Chitimacha Indians und Isle de Jean Charles Band of Biloxi-Chitimacha Indians organisiert; die meisten Angehörigen dieser drei Bands identifizieren sich heute meist als „Biloxi-Chitimacha“. Zudem gibt es Nachfahren unter den ca. 680 Stammesmitglieder zählenden Pointe-au-Chien Indian Tribe im Süden des Terrebonne Parish und Lafourche Parish entlang der Bayou Pointe-au-Chie, der aus Nachfahren der Acolapissa, Atakapa, Biloxi und „Chawasha Band“ und „Washa Band“ der Chitimacha sowie Bayougoula und Houma besteht, die Angehörigen identifizieren sich heute meist als „Chitimacha“ oder „Houma“. Vermutlich gibt es ebenfalls noch einige Biloxi unter der auf Bundesebene (Federal Recognition) anerkannten United Houma Nation, da alle in Louisiana staatlich anerkannten Stämme sich einst von der „United Houma Nation“ abspalteten.